# Indiana Jones (franchise)
Indiana Jones är en franchise baserad på den fiktiva arkeologens, med samma namn, äventyr som började med premiären av filmen Jakten på den försvunna skatten (1981). En prequel med namnet Indiana Jones och de fördömdas tempel (1984) och uppföljaren Indiana Jones och det sista korståget (1989). År 1992 debuterade Indiana Jones äventyr på TV. En fjärde film, med namnet Indiana Jones och kristalldödskallens rike, hade premiär den 22 maj 2008. Franchisen skapades av George Lucas medan filmerna regisserades av Steven Spielberg med Harrison Ford i titelrollen.
Vid sidan om, började Marvel Comics publicera serien The Further Adventures of Indiana Jones 1983, medan Dark Horse Comics fick serietidningsrättigheterna till Indiana Jones 1991. Böcker baserade på filmerna har publicerats, vid sidan om en serie av tyska böcker skrivna av Wolfgang Hohlbein samt tolv böcker som utspelar sig före filmerna publicerades av Bantam Books. Ett flertal datorspel och tv-spel fokuserad kring figurens äventyr har släppts sedan 1982.

## Filmer
Hittills har det producerats fyra filmer om äventyraren Indiana Jones samtliga regisserade av Steven Spielberg, producerade och skrivna av George Lucas, med musik av John Williams samt Harrison Ford i rollen som Indy. Även Lucas bolag Lucasfilm och ILM har en stor roll i filmernas produktion.
Nedan följer en lista över filmerna.
| Titel | Premiär      |
| --- | ------------ |
| "Jakten på den försvunna skatten" | 12 juni 1981 |
| Året är 1936. Indiana Jones (Harrison Ford) blir anlitad av några regeringsagenter för att finna Förbundsarken innan Nazisterna gör det, vilket skulle göra dem oövervinneliga likt Israeliterna i det Gamla testamentet, som refererade det som Guds makt. Nazisterna får stöd av Indianas rival Rene Belloq (Paul Freeman). Med hjälp av sin gamla flamma Marion Ravenwood (Karen Allen) och Sallah (John Rhys-Davies), lyckas han få tag på arken i Egypten. Därefter blir den stulen av nazisterna som tar Indiana och Marion tillfånga. De utför sedan en ceremoni för att öppna arken, men blir i processen dödade av arkens vrede. Indiana and Marion lyckas därefter ta med sig arken tillbaka till Amerika, där den i hemlighet placeras i ett hemligt regeringslager. |              |
| "Indiana Jones och de fördömdas tempel" | 23 maj 1984  |
| Året före händelserna i första filmen, befinner sig Indiana på flykt från kinesiska gangstrar med hjälp av sångaren/skådespelerskan Willie Scott (Kate Capshaw) och den elvaåriga pojken Short Round (Jonathan Ke Quan). Trion kraschlandar i Indien där de stöter på en by där alla barn har blivit kidnappade. En domedagssekt ledd av Mola Ram (Amrish Puri) har även stulit de heliga Sankarastenarna, som de tänker använda för att ta över världen. Indiana lyckas motstå Mola Rams ondskefulla makt och räddar barnen och för tillbaka stenarna till deras rättmätiga plats hos byborna. |              |
| "Indiana Jones och det sista korståget" | 24 maj 1989  |
| År 1912 försöker en då 13-årig Indiana (River Phoenix) att återta ett guldkors som tillhört Francisco Vásquez de Coronado, en uppgift som han slutför först år 1938. Indiana och hans mentor Marcus Brody (Denholm Elliott) blir därefter anlitade av den amerikanske affärsmannen Walter Donovan (Julian Glover) för att finna den heliga Graalen. De samarbetar med Dr. Elsa Schneider (Alison Doody) och fortsätter där Indianas far Henry (Sean Connery) slutade innan han försvann. Det visar sig att Donovan och Elsa är allierade med Nazisterna, som tog Henry tillfånga för att locka Indiana att hjälpa dem att hitta graalen. Men Indiana får tag i sin fars dagbok, fullspäckad av forskning och lyckas rädda honom innan han hittar platsen där graalen finns. Både Donovan och Elsa faller för graalens frestelse om evigt liv, medan Indiana och Henry upptäcker att deras relation var viktigare än att finna denna relik. |              |
| "Indiana Jones och kristalldödskallens rike" | 22 maj 2008  |
| Året är 1957, och 19 år har gått sedan äventyret i Det sista korståget. Indiana har ett lugnt liv som lärare innan han slungas tillbaka in i ett nytt äventyr. Han kämpar mot agenter från Sovjetunionen, som leds av Irina Spalko (Cate Blanchett) i kampen om att finna en mystisk kristallskalle. Hans resa tar honom genom Nevada, Connecticut, Peru och Amazonas regnskogar i Brasilien. Han möter även en rivaliserande arkeolog vid namn Mac (Ray Winstone) och motorcykelknutten Mutt Williams (Shia LaBeouf), samt sin gamla flamma Marion. |              |

### Produktion
George Lucas började redan 1973 lägga grunden till filmserien då han skrev The Adventures of Indiana Smith. Likt Star Wars, var detta ett tillfälle att skapa en modern version av 1930- och 1940-talets filmserier. Projektet utvecklades som en hyllning till de matinéer som gjordes i Hollywood på 1920- och 1930-talen med fantastiska stunts (då utan stuntmän), cliffhangers och vackra damer i nöd. Lucas diskuterade konceptet med Philip Kaufman, som arbetade tillsammans med honom under ett antal veckor och kom på att låta Förbundsarken vara fokus för filmen. Projektet stannade upp när Clint Eastwood anlitade Kaufman för att regissera Mannen utanför lagen. I maj 1977, när Lucas var i Maui i försök att fly undan den enorma succén kring sin film Stjärnornas krig. Vännen och kollegan Steven Spielberg var även han där, på semester från arbetet kring filmen Närkontakt av tredje graden. Spielberg berättade för honom att han var intresserad av att göra en James Bond-film. Lucas berättade att han hade en ännu bättre idé "något bättre än James Bond", och förklarade handlingen till Jakten på den försvunna skatten. Spielberg gillade den och kallade den för "en James Bond-film utan hårdvaran", men lät ändra rollfigurens efternamn från "Smith" till "Jones". Han och Lucas skrev senare kontrakt med Paramount Pictures för fem filmer om Indiana.
När det gällde Indiana Jones och de fördömdas tempel siktade de in sig på att göra filmen mörkare än den första, på grund av personligt humör efter deras respektive skilsmässor. Lucas gjorde filmen till en prequel eftersom han inte ville att nazisterna skulle vara skurkarna igen. Han hade idéer relaterade till Apkungen och ett hemsökt slott, men kom i slutändan på att skapa Sankarastenarna. Han anlitade Willard Huyck och Gloria Katz för att skriva manuset eftersom han kände till deras intresse för indisk kultur. Huvudscenerna som sattes åt sidan från Jakten på den försvunna skatten inkluderades i denna film, nämligen en flyktsekvens med en rullande gong som sköld, en fallsekvens från ett plan i en flotte, samt en gruvvagnsjakt. Inför den tredje filmen återvände Spielberg till koncepten kring Apkungen och det hemsökta slottet, innan Lucas föreslog den heliga Graalen som filmens koncept. Spielberg hade tidigare avvisat konceptet, men kom sedan på att berätta en far och son-historia. Han tänkte att, "The Grail that everybody seeks could be a metaphor for a son seeking reconciliation with a father and a father seeking reconciliation with a son."
Efter premiären av Indiana Jones och det sista korståget 1989, lät Lucas avsluta serien eftersom han kände att han inte kunde tänka ut ett bra handlingskoncept för att driva nästa film. Han blev senare fascinerad av kristallskallar samtidigt som han producerade Indiana Jones äventyr 1992, eftersom det var en idé i ett oanvänt manus. Han filmade Harrison Fords cameoroll i serien när han fick lära känna skallarna, och tyckte att de var ett lika starkt koncept som Arken var i första filmen. 1992 anlitade han Jeb Stuart för att skriva manuset. 1995, gav han Boam förfrågan om att skriva ett andra utkast, men Spielberg och Ford var inte intresserade av skallidén, och produktionen avstannade när Lucas regisserade Star Wars prequelfilmerna.
Den långa processen kring produktionen av Indiana Jones och kristalldödskallens rike inträffade samtidigt som Ford blev äldre, vilket innebar att filmskaparna var tvungna att ge filmen en ny inriktning och miljö. Istället för att hylla Republic Pictures serier från 1930-talet, kunde filmen hylla 1950-talets B-filmer, vilket gav skallarna en bättre kontext kring dess ursprung. De övriga filmskaparna gick till slut med på Lucas förslag till handling. M. Night Shyamalan anlitades som Boams ersättare för en planerad filmning år 2002, men han blev tagen att skriva en uppföljare till en film han älskade som Skatten, och påstod att det var svårt att få Ford, Spielberg och Lucas till fokus.

## TV-serien

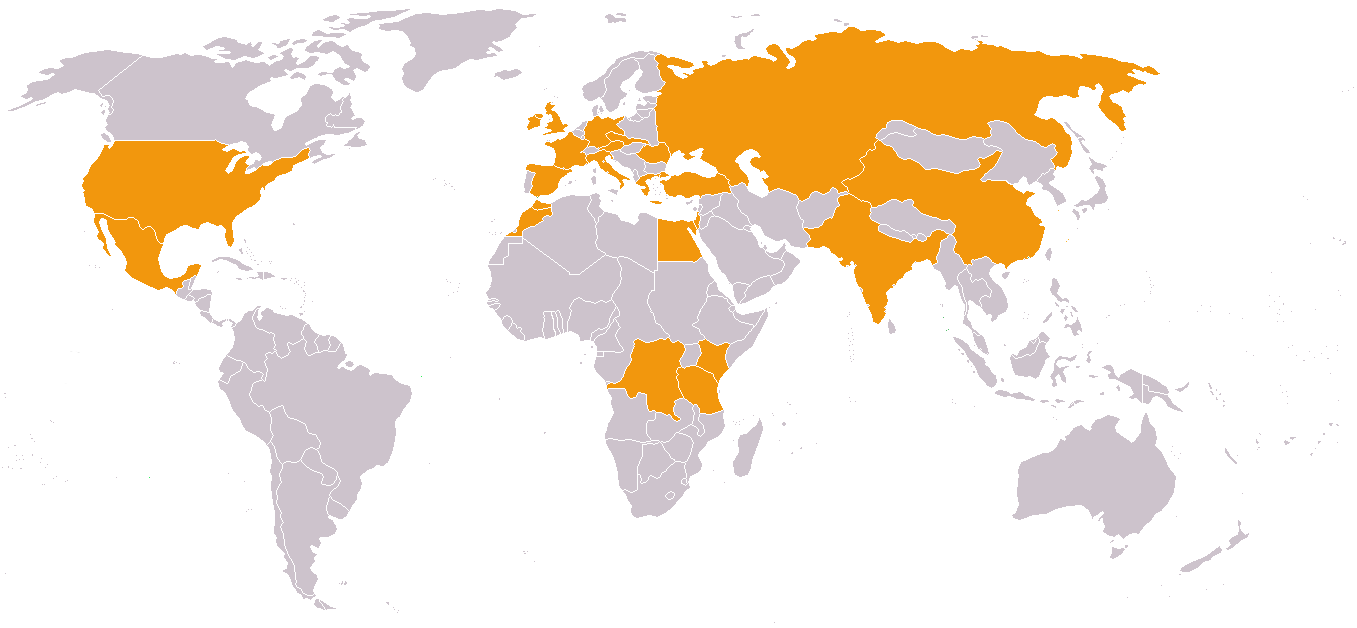
Karta över länder som Indiana Jones besöker i TV-serien.

Indiana Jones äventyr visades på tv mellan 1992 och 1996, visade tre inkarnationer av Indiana Jones. Sean Patrick Flanery spelade honom i 16-20-årsåldern, Corey Carrier i 8-10-årsåldern i ett antal avsnitt samt George Hall som berättade seriens historia som den 93-åriga Indiana, som även avslutade varje avsnitt.
Lucas började utveckla serien under 1990-talet under kategorin "edutainment" och skulle vara mer förståndsmässig än filmerna. Serien markerade hans första samarbete med producenten Rick McCallum, och han skrev berättelser för varje avsnitt. Vid sidan om återfanns en mängd olika skådespelare, manusförfattare och regissörer som Carrie Fisher, Frank Darabont, Vic Armstrong, Ben Burtt, Terry Jones, Nicolas Roeg, Mike Newell och Joe Johnston. I serien möter han en mängd olika historiska personligheter, som spelades av skådespelare som Daniel Craig, Christopher Lee, Bob Peck, Jeffrey Wright, Marc Warren, Catherine Zeta-Jones, Elizabeth Hurley, Anne Heche, Vanessa Redgrave, Julian Fellowes, Timothy Spall, Max von Sydow, och även Harrison Ford i rollen som en 50-årig Indy i ett avsnitt ur andra säsongen (ersatte Halls roll i serien).

## Rollfigurer
| Rollfigur          | Film(er)                        | Film(er)            | Film(er)                    | Film(er)                 |
| Rollfigur          | Jakten på den försvunna skatten | De fördömdas tempel | Det sista korståget         | Kristalldödskallens rike |
| ------------------ | ------------------------------- | ------------------- | --------------------------- | ------------------------ |
| Indiana Jones      | Harrison Ford                   | Harrison Ford       | Harrison Ford River Phoenix | Harrison Ford            |
| Henry Jones, Sr.   |                                 |                     | Sean Connery                |                          |
| Marion Ravenwood   | Karen Allen                     |                     |                             | Karen Allen              |
| Mutt Williams      |                                 |                     |                             | Shia LaBeouf             |
| Marcus Brody       | Denholm Elliott                 |                     | Denholm Elliott             |                          |
| Sallah             | John Rhys-Davies                |                     | John Rhys-Davies            |                          |
| Short Round        |                                 | Jonathan Ke Quan    |                             |                          |
| Willie Scott       |                                 | Kate Capshaw        |                             |                          |
| Harold Oxley       |                                 |                     |                             | John Hurt                |
| Mac                |                                 |                     |                             | Ray Winstone             |
| René Belloq        | Paul Freeman                    |                     |                             |                          |
| Mola Ram           |                                 | Amrish Puri         |                             |                          |
| Walter Donovan     |                                 |                     | Julian Glover               |                          |
| Dr. Elsa Schneider |                                 |                     | Alison Doody                |                          |
| Irina Spalko       |                                 |                     |                             | Cate Blanchett           |

## Romaner

### Vuxenlitteratur
Den första bokversionen om Indiana Jones var baserad på Jakten på den försvunna skatten, skriven av Campbell Black och publicerad av Ballantine Books i april 1981.  Den följdes av Indiana Jones och de fördömdas tempel, skriven av James Kahn och publicerad av Ballantine i maj 1984. Slutligen publicerade de Indiana Jones och det sista korståget i maj 1989. Det var den första boken skriven av Rob MacGregor. MacGregor fick jobbet som belöning efter att ha hjälpt redaktören under ett annat projekt. Varken redaktören eller Lucasfilm kände till MacGregors intresse i historia och arkeologi. Som ett fan av de första två filmerna, erkände MacGregor att skrivandet av bokversionen gjorde honom "somewhat disappointed with [the third]. That’s because I took the script and expanded it to novel length [and] adding scenes while Spielberg took the same script and trimmed a few scenes to tighten the story. So, for me, it was all very familiar when I saw the movie, but it seemed somehow to be missing something."

## Serietidningar
Serietidningarna Indiana Jones och Stjärnornas krig gavs i ut Sverige under namnet Månadens äventyr varannan månad under åren 1985 till 1986.

## Datorspel
- Indiana Jones and the Last Crusade
- Indiana Jones and the Fate of Atlantis
- Indiana Jones' Greatest Adventures
- Indiana Jones Desktop Adventure
- Indiana Jones and the Infernal Machine
- Indiana Jones and the Emperor's Tomb
- Lego Indiana Jones: The Original Adventures

## Framgång
| Pris                                                                             | Kategori                                                          | Nominerad(e)                                      | Resultat                        |
| Jakten på den försvunna skatten                                                  | Jakten på den försvunna skatten                                   | Jakten på den försvunna skatten                   | Jakten på den försvunna skatten |
| -------------------------------------------------------------------------------- | ----------------------------------------------------------------- | ------------------------------------------------- | ------------------------------- |
| Oscar                                                                            |                                                                   |                                                   |                                 |
| Bästa ljud                                                                       | Bill Varney, Steve Maslow, Gregg Landaker & Roy Charman           | Vann                                              |                                 |
| Bästa scenografi                                                                 | Norman Reynolds, Leslie Dilley & Michael Ford                     | Vann                                              |                                 |
| Bästa klippning                                                                  | Michael Kahn                                                      | Vann                                              |                                 |
| Bästa specialeffekter                                                            | Richard Edlund, Kit West, Bruce Nicholson & Joe Johnston          | Vann                                              |                                 |
| Bästa film                                                                       | Frank Marshall                                                    | Nominerad                                         |                                 |
| Bästa regi                                                                       | Steven Spielberg                                                  | Nominerad                                         |                                 |
| Bästa filmmusik                                                                  | John Williams                                                     | Nominerad                                         |                                 |
| Bästa foto                                                                       | Douglas Slocombe                                                  | Nominerad                                         |                                 |
| De fördömdas tempel                                                              |                                                                   |                                                   |                                 |
| Oscar                                                                            |                                                                   |                                                   |                                 |
| Bästa specialeffekter                                                            | Dennis Muren, Michael J. McAlister, Lorne Peterson & George Gibbs | Vann                                              |                                 |
| Bästa filmmusik                                                                  | John Williams                                                     | Nominerad                                         |                                 |
| Det sista korståget                                                              |                                                                   |                                                   |                                 |
| Oscar                                                                            | Bästa ljudredigering                                              | Richard Hymns & Ben Burtt                         | Vann                            |
| Oscar                                                                            | Bästa filmmusik                                                   | John Williams                                     | Nominerad                       |
| Oscar                                                                            | Bästa ljud                                                        | Ben Burtt, Gary Summers, Shawn Murphy & Tony Dawe | Nominerad                       |
| Kristalldödskallens rike                                                         |                                                                   |                                                   |                                 |
| Grammy                                                                           |                                                                   |                                                   |                                 |
| Best Instrumental Composition                                                    | John Williams                                                     | Vann                                              |                                 |
| Best Score Soundtrack Album for Motion Picture, Television or Other Visual Media | John Williams                                                     | Nominerad                                         |                                 |
| Saturn Award                                                                     | Best Costume Design                                               |                                                   | Vann                            |
| Saturn Award                                                                     | Best Visual Effects                                               |                                                   | Nominerad                       |
| Saturn Award                                                                     | Best Science Fiction Film                                         |                                                   | Nominerad                       |
| Saturn Award                                                                     | Best Director                                                     | Steven Spielberg                                  | Nominerad                       |
| Saturn Award                                                                     | Best Actor                                                        | Harrison Ford                                     | Nominerad                       |
| Saturn Award                                                                     | Best Supporting Actor                                             | Shia LaBeouf                                      | Nominerad                       |

## Attraktioner

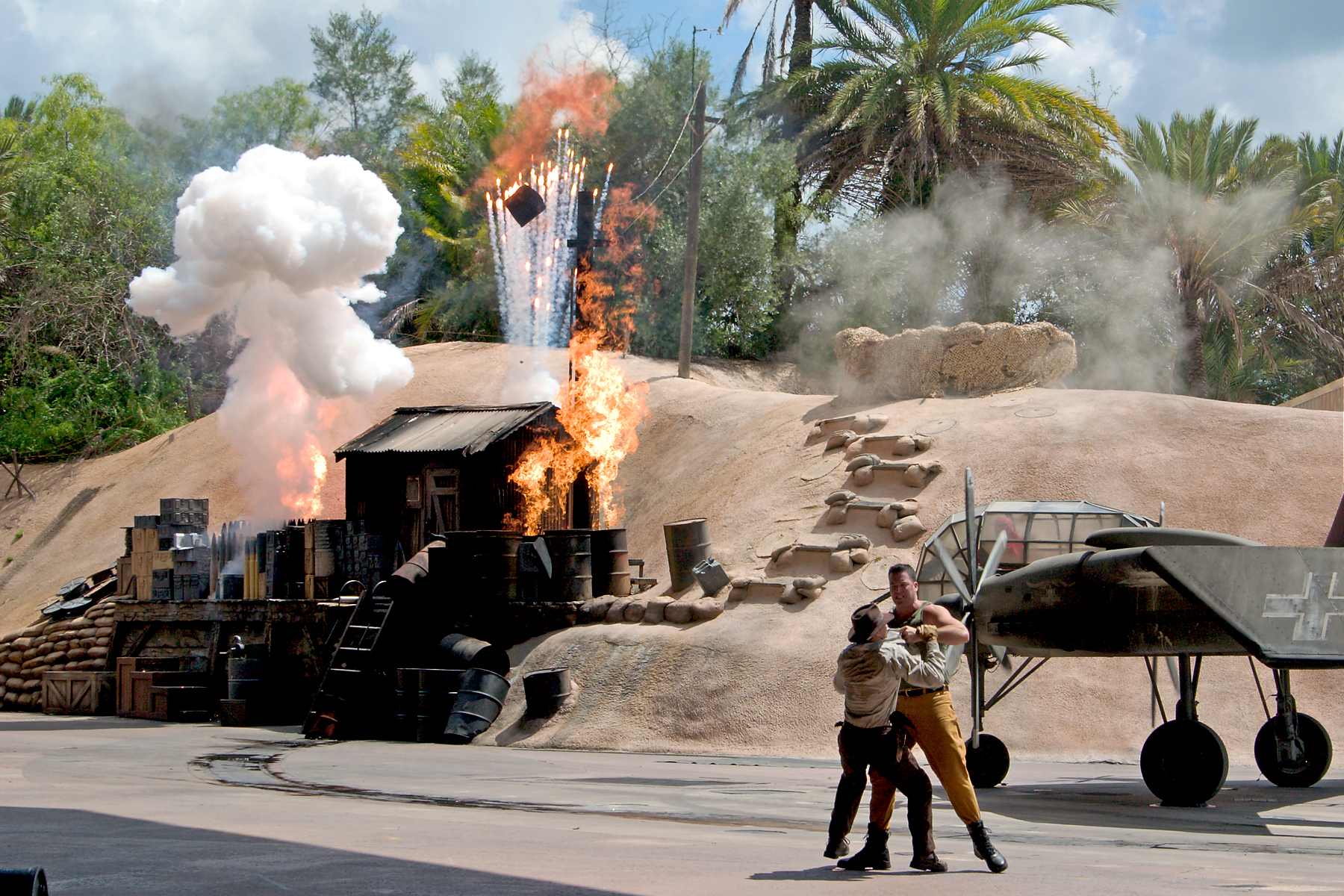
En actionscen ur Indiana Jones Epic Stunt Spectacular

George Lucas har vid fyra tillfällen samarbetat med Walt Disney Imagineering för att skapa Indiana Jones-attraktioner åt Disneys temaparker världen över:
- "Indiana Jones Epic Stunt Spectacular!" hade premiär vid Disney's Hollywood Studios på Walt Disney World i Florida 1989.
- "Indiana Jones et le Temple du Péril" är en berg- och dalbana som öppnade i Disneyland Paris, Frankrike 1993.
- "Indiana Jones and the Temple of the Forbidden Eye" hade premiär vid Disneyland i Anaheim, California 1995.
- "Indiana Jones and the Temple of the Crystal Skull" hade premiär tillsammans med parken vid Tokyo DisneySea, Japan 2001.

## Övrigt
Det har även gjorts ett flipperspel vid namn Indiana Jones: The Pinball Adventure baserat på historien om Indiana Jones.